# Pollini
Pollini ist der Familienname folgender Personen:
- Bernhard Pollini (1838–1897), deutscher Intendant und Opernprinzipal
- Cesare Pollini (Maler) (um 1560 – um 1600), italienischer Maler
- Cesare Pollini (Pianist) (1858–1912), italienischer Pianist, Komponist, Dirigent und Musikpädagoge
- Ciro Pollini (1782–1833), italienischer Naturforscher
- Francesco Pollini (Komponist, 1762) (1762–1846), italienischer Komponist und Pianist
- Francesco Pollini (Komponist, 1832) (1832–1871), Schweizer Komponist
- Gino Pollini (1903–1991), italienischer Architekt
- Girolamo Pollini (1544–1611), italienischer Dominikaner und Historiker
- John Pollini (* 1945), US-amerikanischer Klassischer Archäologe
- Maurizio Pollini (1942–2024), italienischer Pianist und Dirigent
- Pietro Pollini (1828–1889), Schweizer Rechtsanwalt, Politiker, Staatsanwalt, Tessiner Grossrat und Staatsrat der (FDP)
- Renato Pollini (* 1925), italienischer Politiker

Siehe auch:
- Bollini